# Flughafen Herat

i7
i11
i13
Der Flughafen Herat (englisch Herat Airfield, (IATA-Code: HEA, ICAO-Code: OAHR)) ist der regionale Flughafen der Stadt Herat in Afghanistan. Er wurde auch von der US Air Force und der ISAF als Militärflugplatz genutzt.

## Lage und Verkehrsanbindung
Der Flughafen Herat liegt an der A01 rund zehn Kilometer südöstlich der Stadt Herat.
Der Flughafen ist als Endpunkt der im Bau befindlichen Bahnstrecke Torbat-e Heidarije–Herat vorgesehen.